# Agonopterix robiniella
Agonopterix robiniella (tên tiếng Anh: Four-dotted Agonopterix Moth) là một loài bướm đêm thuộc họ Oecophoridae. Nó được tìm thấy ở Bắc Mỹ.
Sải cánh dài khoảng 16 mm.
Ấu trùng ăn Robinia pseudoacacia và Quercus.